# Arycanda hypanus
Arycanda hypanus är en fjärilsart som beskrevs av Pieter Cramer 1779. Arycanda hypanus ingår i släktet Arycanda och familjen mätare. Inga underarter finns listade i Catalogue of Life.